# Acker Bilk
| Mr. Acker Bilk                            | Mr. Acker Bilk                            |
| Kattints az alábbi külső linkek egyikére! | Kattints az alábbi külső linkek egyikére! |
| ----------------------------------------- | ----------------------------------------- |
| Nem található szabad kép.(?)              |                                           |
| külső link · jogvédett                    | Mr. Acker Bilk                            |

Bernard Stanley „Acker” Bilk (Nagy-Britannia, Pensford, Somerset grófság, 1929. január 28. – 2014. november 2.) angol klarinétos. A 20. század egyik jelentős és népszerű jazz előadója.

## Pályakép
Bristolban klarinétozott félig-meddig profiként, aztán 1954-ben csatlakozott Ken Colyer trombitáshoz, aki New Orleans-i dzsesszt játszott. Négy évvel később mint „Mr. Acker Bilk” az angol Top 10-be került a Summer Set című számával.
Megalakította a Paramount Jazz Band-et és a hatvanas évek elejére a brit tradicionális dzsessz élvonalába jutott. A keménykalapos, csíkos mellényes zenekar kiugró sikert ért el a Buona Será-val és a That's My Home-mal. Acker Bilk legnagyobb sikere a Leon Young String Chorale majd az örökzöld Stranger on the Shore volt, ez utóbbi 1962 májusában az amerikai sikerlista élére ugrott, és 55 hétig szerepelt a brit toplistán.
Amikor a tradicionális dzsessz népszerűsége csökkent, akkor Bilk a kabaré világában sikeresen folytatta pályafutását, majd 1976-ban újra a Top 10-ben volt az Aria című darabbal.
1988-ban egy teljes lemezt szentelt Lennon – McCartney szerzeményeknek (Acker Bilk-Plays Lennon & McCartney).

## Diszkográfia
- Mr. Acker Bilk and his Paramount Jazz Band (Lake, 1958/59)
- Mr. Acker Bilk's Lansdowns Folio (Lake, 1960/61)
- The Traditional Jazz Scene (Teldec, 1959-63)
- Stranger on the Shore/A Taste of Honey (Redial, 1962-65)
- That's My Home (Philips, 1970)
- Love Songs (Bridge, 1973)
- It Looks Like a Big Time Tonight (Stomp Off, 1985)
- Blaze Away (Timeless, 1987)
- Acker Bilk Plays Lennon & McCartney (GNP, 1988)
- At Sundown (Calligraph Records, 1992)
- Love Album (Pickwick, 1993)
- Acker Bilk & Strings (Castle, 1994)
- Imagine (Castle, 1994)
- Feelings (Sanctuary, 1998)
- Meets Gentlemen of Jazz (Music Mecca, 1999)
- Winter Wonderland (Disky, 1999)
- Reflections (Universal, 2000)
- The Frankfurt Concert (Hitchcock, 2000)
- Acker Bilk in Holland (Timeless, 2002)
- On the Sentimental Side (Mr.A, 2002)
- Mr. Acker Bilk: The Album (Planet Records, 2002)
- Sweet Georgia Brown (Trad Line, 2002)
- The Christmas Album (Music Digital, 2003)
- Acker & Cuff (Macjazz, 2004) mit Cuff Billett
- Giants of Jazz (Prestige Records, 2005)
- The Acker Bilk/Danny Moss Quintet (Avid, 2005)
- I Think a Song Was Born (Jeton Compact Discs, 2008)
- I Think the Best Thing (Jeton Compact Discs, 2008)